# Maestro (2005)
Maestro ist ein ungarischer animierter Kurzfilm von Géza M. Tóth aus dem Jahr 2005.

## Handlung
Fünf Minuten vor dem Auftritt sitzt ein Singvogel in seiner Garderobe und bereitet sich akribisch auf seinen großen Einsatz vor. Ein Greifarm umsorgt ihm, pudert und putzt ihn, reicht ihm ein Getränk zur stimmlichen Vorbereitung, kümmert sich um Zylinder und die sonstige Kleidung. Als der Vogel zu lange Notenleitern übt, um seine Stimme zu trainieren, hält der Greifarm ihm vorsorglich den Schnabel zu, der anschließend noch geputzt wird.
Am Ende erhebt sich der Vogel. Der Greifarm richtet noch einmal den Zylinder und bindet dem Vogel die Fliege um, bevor er ihn rasch packt. Die Bühnentür schwingt auf und der Greifarm katapultiert den Vogel nach draußen, der rasche Pfeiftöne von sich gibt – es handelt sich um den Kuckuck einer Kuckucksuhr.

## Produktion
Maestro wurde mit einem Budget von rund 80.000 Dollar realisiert und erlebte am 1. Mai 2005 auf dem Portable Film Festival in Ungarn seine Premiere.
Eine Besonderheit des Films ist die Kameraperspektive: Sie wandert wie ein Sekundenzeiger ruckartig und kreisförmig um den Vogel herum und imitiert so die letzten Minuten vor dem Auftritt auch bildlich.

## Auszeichnungen
Maestro wurde 2007 für einen Oscar in der Kategorie „Bester animierter Kurzfilm“ nominiert, konnte sich jedoch nicht gegen The Danish Poet – Eine Liebesgeschichte durchsetzen.
Auf der Cinanima gewann Maestro 2005 den Festival Award. Auf dem Zlín International Film Festival for Children and Youth erhielt Regisseur Géza M. Tóth den Hermína Týrlová Award für Maestro; zudem wurde Tóth ebenfalls 2006 auf dem International Panorama of Independent Filmmakers in Griechenland mit dem Preis für den besten Animationsfilm ausgezeichnet.